# 国立小樽海上技術学校
国立小樽海上技術学校（こくりつおたるかいじょうぎじゅつがっこう、英: National Otaru Maritime Polytechnical School）は、北海道小樽市にあった独立行政法人海技教育機構の学校。中学卒業者を対象に船員の育成を目的としていた。旧称の小樽海員学校と呼ばれることも多い。校内では海校とも言われていた。内航海運を担う船員を育成することを目的とする4つの海上技術学校のうち最古のものである。海上技術学校はほかに国立館山海上技術学校（千葉県）、国立唐津海上技術学校（佐賀県）、国立口之津海上技術学校（長崎県）がある。
中学卒業者を対象にした修業年数3年の教育課程を持ち、卒業すると文部科学大臣より高等学校卒業と同等の資格が与えられる。また、卒業後には4級海技士（航海、機関）の乗船履歴短縮と筆記試験が免除される（卒業後、半年間の乗船実習科に進むと乗船履歴が免除される）。
なお、高等学校相当の当校は建物の老朽化の問題があり廃止が検討されたが、2021年4月に開校した短期大学相当の国立小樽海上技術短期大学校に転換することになった（校地も2022年移転予定）。

## 沿革
- 1939年（昭和14年）9月、逓信省所管の小樽海員養成所として小樽市潮見台に創設。1年制で、航海科と機関科の2科がおかれた。
- 1941年（昭和16年）12月、逓信省の外局として設立された海務院に移管。
- 1943年（昭和18年）11月、運輸通信省の所管となる。
- 1945年（昭和20年）5月、運輸省の所管となる。
- 1952年（昭和27年）8月、小樽海員学校と改称、航海科を甲板科と改称。
- 1969年（昭和44年）4月、本科（甲板科、機関科）を廃止し2年制の高等科を設置。
- 1974年（昭和49年）12月、高等科を卒業後、海技大学校の通信教育（普通科A課程）を卒業することで、高等学校卒業と同等の資格が認定されることとなる。
- 1976年（昭和51年）10月、小樽市桜3丁目に移転。
- 1986年（昭和61年）4月、高等科を廃し、修業年限3年の本科を設置する。同年7月、本科卒業者は高等学校卒業と同等の資格が認定されることとなる。
- 2001年（平成13年）1月、国土交通省の所管となる。
- 2001年（平成13年）4月、独立行政法人海員学校に移行し、国立小樽海上技術学校に改名。
- 2006年（平成18年）4月、独立行政法人海技教育機構の所管となる。
- 2019年（令和元年）4月、国立小樽海上技術短期大学校に転換しての存続が決定[3]。本年度から高校相当の当校の生徒募集を停止する。
- 2022年（令和4年）2月、短期大学校開設に併せて小樽市緑3丁目（旧小樽商業高等学校）に移転[5]。
- 2022年（令和4年）9月、在学生の全課程修了により閉校[6]。

## 基礎データ

### 所在地
- 〒047-0156 北海道小樽市桜3-21-1
- 北緯43度10分37秒 東経141度2分54秒 / 北緯43.17694度 東経141.04833度
- 積丹半島の南東部に位置する。

### 交通
- JR北海道 函館本線 朝里駅 徒歩25分
- JR北海道函館本線 小樽築港駅 徒歩30分
- 北海道中央バス（おたもい営業所、真栄営業所）海上技術学校下バス停徒歩10分

## 校訓
- 「海に学び、海に生きる。〜Learn the seamanship〜」

平成26年（2014年）に制定された。

## 制服
- 校章は、羅針盤（いわゆるコンパスマーク）で、制服は冬服はネイビーブルーの詰襟、夏服として開襟シャツが指定されている（肩章をつけるためのエポレットがつく）。袖にはイギリス海軍士官候補生の制服を模した三つ釦（オリオン座を意匠したもの）が着き、襟部には刺繍の校章がつく。海上技術学校本科統一形式の紺色5つボタンの学ランである。一部、商船高等専門学校も同じである。また戦前の高等商船学校の制服とも同じである。
- 女子制服は海上技術短期大学校の制服に類似した4つボタンの紺ダブルの制服である
- 三年生の二学期末に制帽が配布される。
- 普段着として「校内服（作業着）」があり、機関実習以外の実生活ではこれを着用する。
- 機関実習で着用するためのつなぎがある。学年カラーで青、灰色、オレンジ色がある。
- また平成27年度（2015年度）よりアポロキャップが制定された。教員用のものには月桂樹の刺繍が入る。
- 教員用の作業服として紺色のものが制定されている。

## 入学試験
2018年度（平成30年度）まで中学卒業者を対象に行われていた。一般の高校入試との差異として指定病院での身体検査合格や日本国籍の保有が求められる。技術短期大学校への転換に伴い、2019年度（令和元年度）より生徒募集を停止した。

### 推薦入試
定員の40%が推薦入試で入学する。例年1月上旬より一般入試と同時に願書受付を開始し、1月下旬に試験を行う。
試験地は当校（小樽）のみである。試験内容は基礎学力検査（数学・英語）、小論文、面接である。

#### 自己推薦入試
平成26年度（2014年度）入試より自己推薦入試制度が設けられた。推薦入試の試験内容に加えて「志望理由書」の提出を求められる。

### 一般入試
定員の約60%が一般入試で入学する。例年1月上旬より願書受付を開始し2月上旬に試験が行われる。
試験内容は午前中に国語、数学、英語の筆記試験と午後から面接が行われる。
試験地は小樽（本校）、札幌市、旭川市、釧路市、函館市、宮古市。
遠隔地からの入学希望者もいるため、各地で行われる。

## 進路
- 就職。
- 乗船実習科を修了後、就職。

## 取得できる資格

### 卒業（3年間）と同時
- 高等学校卒業同等資格（上述の通り）
- 四級海技士免状[7]の受験資格の一部。筆記試験が免除となる。
  - 四級海技士試験の受験には実際に船で働いた経験（「乗船履歴」）を経て、「筆記試験」と「口述試験」の両方に合格しなければならない。上述の通り、筆記試験は免除となる。
  - 3年で卒業するか、その後続けて6か月間の乗船実習科を修了するかで、「乗船履歴」の期間が異なる。つまり試験を実際に受けられるまでの速さが異なる。
    - 3年で卒業---卒業後、就職した企業の船で1年9か月乗船。
    - 卒業後すぐ乗船実習科を修了---6か月（修了と同時）。

### 在学中
- 以下の資格の取得が可能。
  - 第二級海上特殊無線技士
- 以下の資格の取得支援を行っている。
  - 海技士筆記試験
  - 第一級海上特殊無線技士

## カリキュラム
- 本科では以下の科目、実習を合わせて学ぶ。
  - 一般科目 -高等学校で学ぶ普通教科。
    - 国語、社会、数学、理科、英語、体育、情報

  - 専門科目（商船）-海上技術者として必要な専門科目。
    - 航海科目 -航海学、運用学[8]、海事法規、海洋気象
    - 機関科目 -船用機関、電気電子工学、計測制御、情報技術
    - その他 -船用機関、海運実務、海事英語
    - 海上実習 -航機実技、校内練習船実習、端艇実習、小型船舶実習、総合訓練

  - 練習船乗船実習（3か月）3年生の3学期に行う。
    - 東京港[9]か神戸港[10]で乗船し、九州や沖縄などの各地に寄港しながら実習を行う。
    - 使用する練習船（海技教育機構航海訓練部所有）[11]
      - 帆船 -「日本丸」（2,570t）、「海王丸 (2代)」（2,556t）
      - ディーゼル船 -「銀河丸」（6,185t）、「青雲丸」（5,884t）、「大成丸」（3,990t）

  - 特別教育活動

## 学校施設
教室、職員室などがある本館と体育館を挟んで北側に生徒寮がある。また本館の東側に実習を行うための技業棟がある。
- 晴れた日には三階廊下や屋上から小樽港、石狩湾が一望できる。
- 3階にシミュレーター室があり、冬季などにBRM訓練[12]等で用いられる。

### 生徒寮

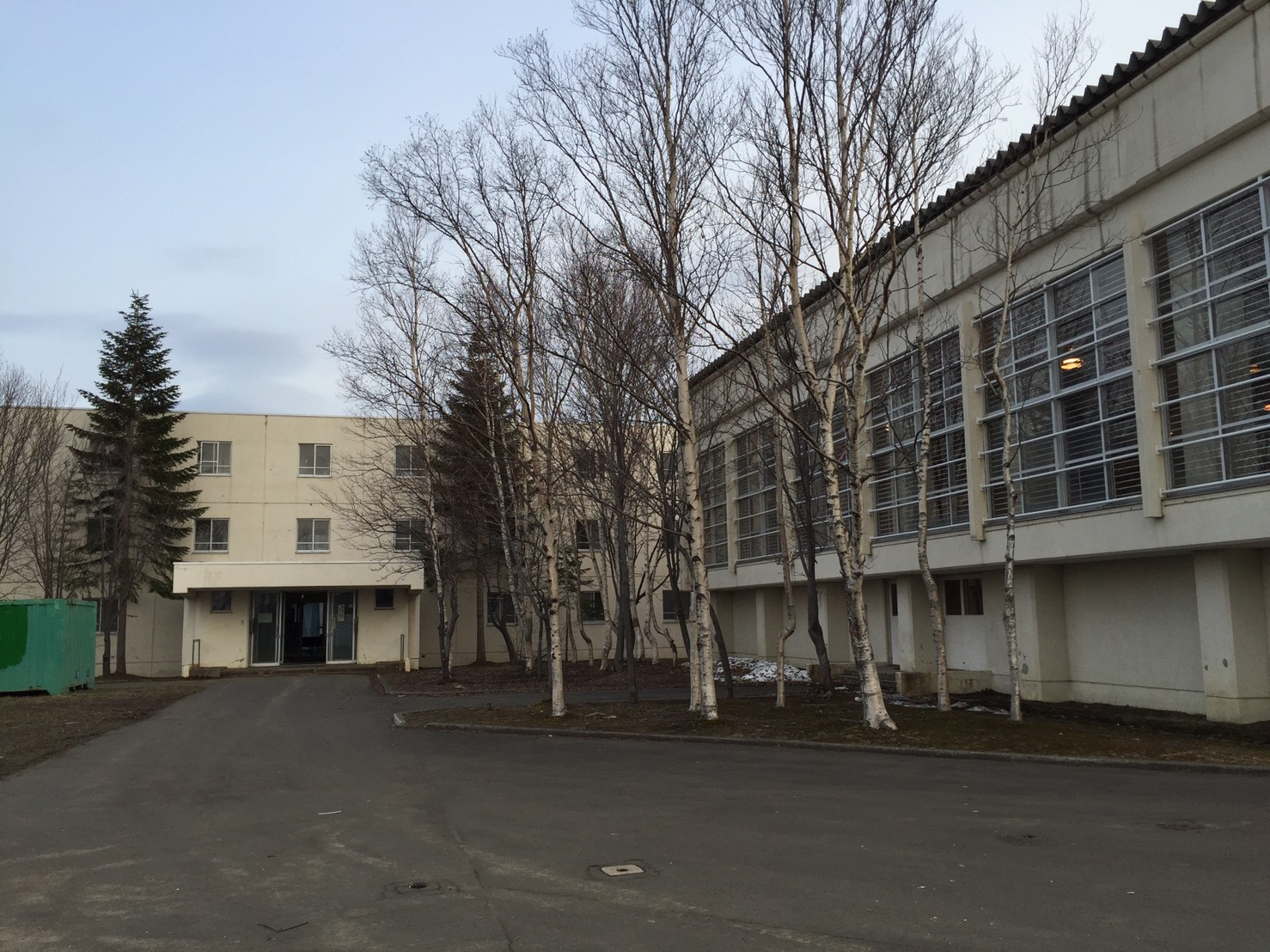
生徒寮と体育館

規則上、全寮制であるが校長が認めた場合に限り通学も認められている。全校生徒の約20%が通学生である。設備上の問題から女子の入寮は認められていない。寮監は日替わりで教員が行っている。また、週交代で週番生徒が置かれ、風呂のお湯張りや新聞の配達、校内放送などの寮内雑務を行う。年間一学期中は三年生1名、二年生1名の2名が行い、二学期からは二年生1名、一年生1名の配置に代わる。朝、夜2回人員点呼が行われる。
- 金曜日の放課後から日曜日の帰校点呼までは事前申請することにより外泊することが可能である。外泊する週の火曜日の昼休みまでに申請すれば食費の返還対象となり毎学期末に返還される。
- 寮離れ後、帰校点呼後は寮と本館を結ぶ廊下のシャッターが閉じられる。
- 23:00から00:00まで、事前申請により自習室で自習することができる。定期試験期間のみならず海技士国家試験などの前後などに自習する生徒がいる。
- 自習時間、消灯後は当直教官室からの遠隔操作によりコンセント電源が切られる。
- 春夏冬の長期休暇とゴールデンウィークは寮が閉鎖される。

### 校内練習船 「はりうす」
- - 総屯数 43 t
  - 全長 18.80 m
  - 型幅 6.00 m
  - 型深 2.04 m
  - 航海速力 10.0ノット
  - 主機関 ディーゼル600 ps*1,350 rpm
  - 週に1度、海上実習を行い、操船や機関当直等の技術を学ぶ。

### 小型船
- - 小型艇 -小型艇の免許取得の訓練で使用する。
  - カッター -FRP製で一年生の海上実習のほか、端艇部の練習で使用される。
  - 伝馬船（船外機付）